# Roseanne Diab
Pour les articles homonymes, voir Diab.
Roseanne Denise Diab est une universitaire sud-africaine spécialiste des sciences de l'atmosphère, directrice de l'unité genre en science, innovation, technologie et ingénierie (SITE), une unité de programme de l'UNESCO hébergée par l'Académie mondiale des sciences (TWAS) et ancienne directrice générale de l'Académie des sciences d'Afrique du Sud. Elle est membre de l'université du KwaZulu-Natal et professeure émérite à la School of Environmental Sciences de la même université.

## Formation
Elle obtient son doctorat à l'Université de Virginie en 1983.

## Carrière
Diab a publié plus de 86 articles savants évalués par des pairs. Elle est reconnue pour sa contribution dans le domaine des sciences de l'atmosphère, en particulier le changement climatique, la qualité de l'air, la modélisation de la dispersion et la variabilité de l'ozone troposphérique. Elle a été membre de divers organismes internationaux tels que la Commission de chimie atmosphérique et de la pollution mondiale (CACGP) et la Commission internationale de l'ozone (COI).

## Prix et distinctions
En 2014 elle est élue membre de l'Académie africaine des sciences.
Elle est également membre de la Société géographique sud-africaine (2002), de l'Académie des sciences d'Afrique du Sud (2006), de la The World Academy of Sciences (2011).

## Publications
- Assessment of wind power potential for contrasting coastal zones of South Africa (thèse) 1983
- Wind atlas of South Africa, Dept. of Mineral and Energy Affairs, 1995
- The state of science in South Africa, Academy of Science of South Africa, 2009